# Yoyogi National Gymnasium
Yoyogi National Gymnasium (jap. 国立代々木競技場 Kokuritsu Yoyogi Kyōgi-jō) − hala sportowa w parku Yoyogi, w tokijskiej dzielnicy Shibuya, w Japonii.
Obiekt został zaprojektowany przez słynnego architekta Kenzō Tange (1913–2005) i wybudowany w latach 1961–1964 z myślą o Letnich Igrzyskach Olimpijskich 1964. W hali odbywały się konkurencje związane z pływaniem oraz skokami do wody. Projekt ten zainspirował niemieckiego architekta Freia Paula Otto (1925–2015) przy tworzeniu aren na Letnie Igrzyska Olimpijskie 1972 w Monachium.
Pojemność hali wynosi 10 500 miejsc. Odbywają się tam głównie mecze hokeja na lodzie oraz koszykówki, a także koncerty. W październiku 1997 roku NHL meczem Vancouver Canucks i Anaheim Ducks rozpoczęła sezon w Yoyogi National Gymnasium. Odbyły się tutaj Mistrzostwa Świata w Judo 2010.

## Galeria

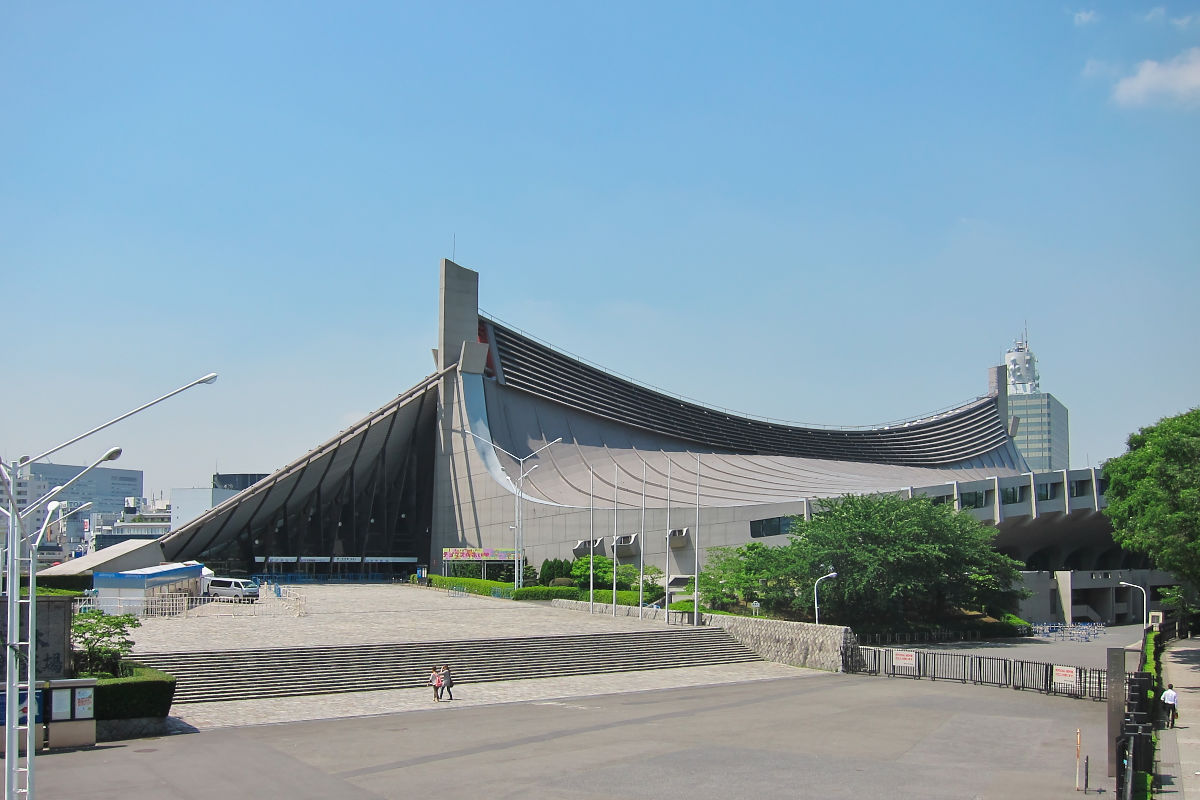
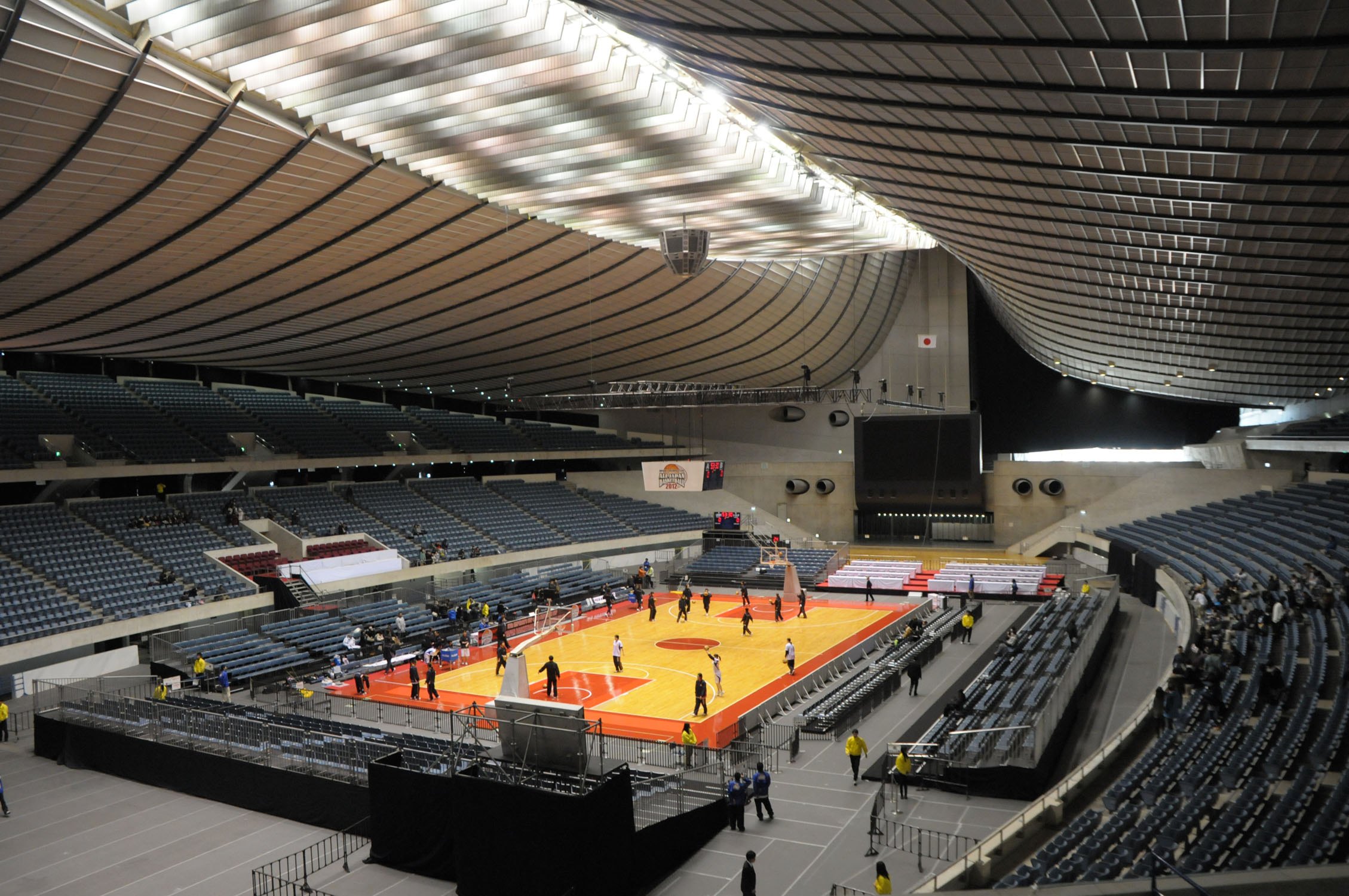